# Ana Tijoux
Anamaría Tijoux Merino (Lille, 12 de junio de 1977), más conocida como Ana Tijoux o Anita Tijoux (pronunciación francesa: [tiʒu]), es una cantante, música, rapera, letrista y compositora chilena nacida en Francia. Obtuvo reconocimiento en América Latina como la MC femenina del grupo de hip-hop Makiza durante finales de 1990, generalizando su éxito a raíz de su segundo álbum en solitario, 1977. Su música dialoga al son del hip hop, fusionado. 
Feminista y activista, en sus letras denuncia las carencias sociales y culturales y se posiciona a favor de los derechos de las mujeres y contra la violencia de género. En 2014 destacó en su álbum Vengo la canción «Antipatriarca». Ha trabajado en diversos países de América Latina, Europa y los Estados Unidos. Ha sido catalogada por diversos medios como la «mejor y más conocida rapera en español». Ha sido nominada en varias ocasiones a los Premios Grammy. Reside en Chile y Francia.

## Biografía
Nació el 12 de junio de 1977 en la ciudad francesa de Lille, hija de la socióloga María Emilia Tijoux y Roberto Merino Jorquera, dos chilenos exiliados de la dictadura militar tras el golpe de Estado del 11 de septiembre de 1973 en ese país. En 1982 su familia se muda a París por temas laborales, viviendo en los barrios de Belleville y Saint Maurice. No será hasta 1983 cuando conociera Chile por un viaje que ella y su familia hicieron para visitar a sus abuelos. En consecuencia, Tijoux pasó su infancia y adolescencia en un entorno bicultural, entre lo francés y lo chileno.
En 1988 comienza a adentrarse en el hip hop, inicialmente como bailarina. Tras la vuelta a la democracia en Chile, regresa a ese país para instalarse allí de forma definitiva en 1993. Dos años más tarde se adentra en el rap local, gracias a un grupo de raperos de la comuna de Macul en Santiago, al mismo tiempo que formaría su primer grupo, Los Gemelos, con el rapero Zaturno. En 1997 se hace más conocida tras participar en el tema "La medicina" del grupo Los Tetas, siendo su primera grabación profesional de estudio.

## Carrera musical

### Makiza

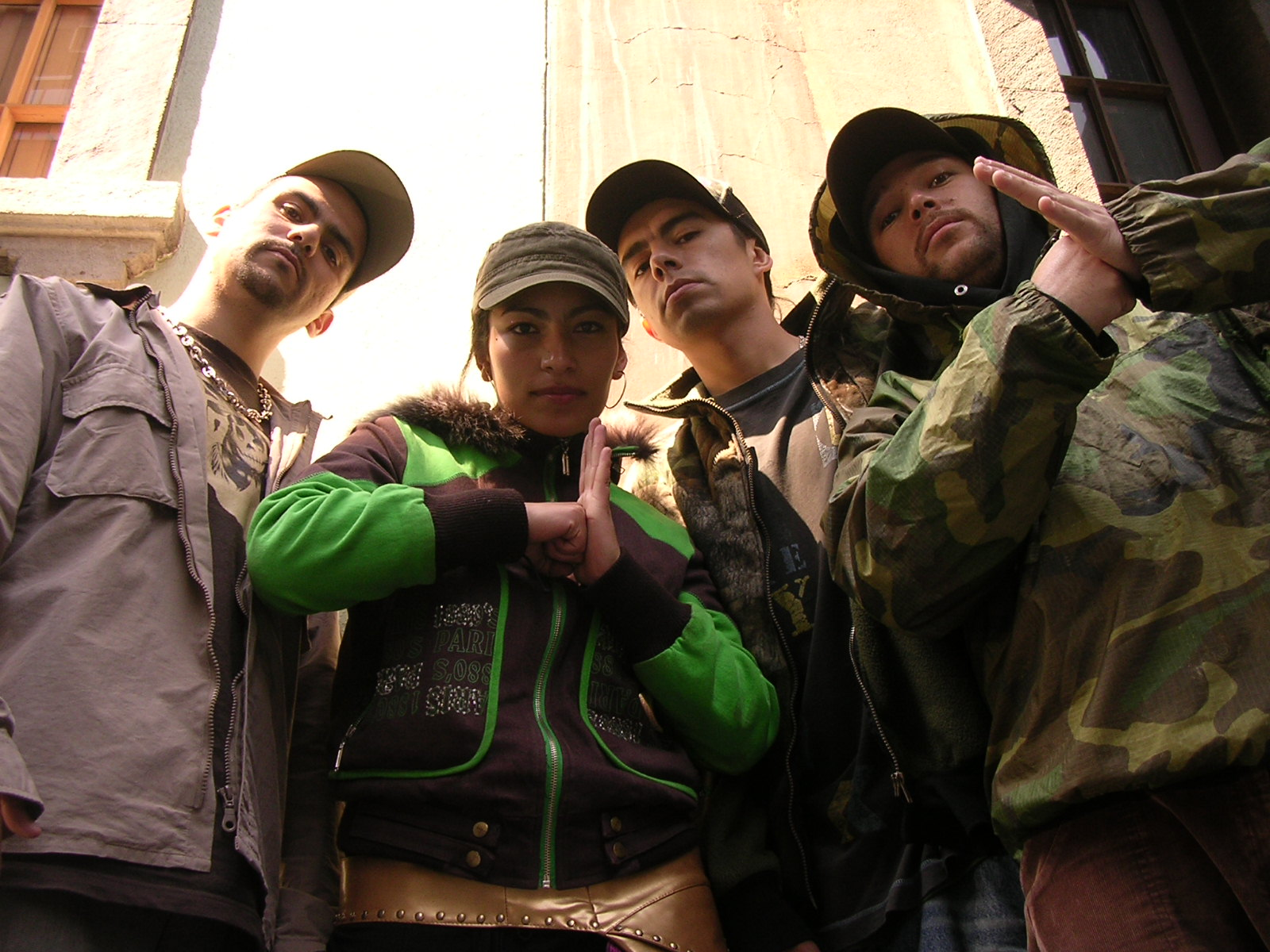
Anita Tijoux, junto a Makiza en 2005.

En 1997 empieza a formar parte de la banda de rap chilena Makiza, conocida por difundir unas letras comprometidas socialmente y alabado por la dinámica de su producción. Al año siguiente la banda estrena su primer disco, Vida salvaje, con gran éxito. En 1999 lanzarían Aerolíneas Makiza. Un álbum que habla de temas tabú como la vida en el exilio, ser padre a temprana edad, etc.
En el año 2000 Makiza participó en el versión del tema «Somos tontos, no pesados» de Los Tres, para lo que fue su álbum de despedida. A fines de ese mismo año, Makiza se separa debido a proyectos personales de sus miembros. Es así como Anita colaboraría con la banda Santo Barrio en los temas «La persecución» y «La bienvenida» en el año 2001. En ese año regresa nuevamente a Francia. Graba su primer tema en solitario («Santiago penando estás») para el álbum tributo a Violeta Parra Después de Vivir un Siglo, que es editado tanto en Chile como en Francia.
En 2003 regresa a Chile, y comienza a participar en algunos proyectos musicales. Se integra por algún tiempo a la banda Alüzinati. También graba el tema «Lo que tú me das» junto a la cantante mexicana Julieta Venegas para la banda sonora de la versión fílmica de Subterra de Baldomero Lillo.
En el 2004 Makiza se reúne nuevamente, remasterizan su primer trabajo «Vida salvaje» y en el año 2005 lanzarían su tercer y último disco Casino Royale. También aportaría con su voz a Nea (solo en las canciones), vocalista de la serie animada Pulentos emitida por Canal 13. En 2006 se aleja definitivamente de Makiza y comienza su carrera en solitario, debido a diferencias personales de los miembros de la banda.

### Carrera solista

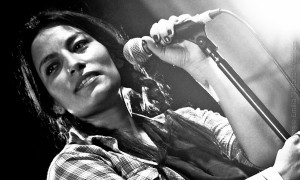
Tijoux en 2013.

En noviembre de 2006 lanza su primer sencillo promocional en solitario «Ya no fue», y también debuta en vivo. Por problemas con el sello La Oreja, responsable del lanzamiento de su primer disco, el cual fue producido por Erasmo de la Parra y Camilo Salinas, su primer trabajo solista nunca es lanzado al mercado. Este año también realiza nuevamente una colaboración con Julieta Venegas, esta vez en «Eres para mí», tema incluido en su álbum Limón y sal.
Su primer álbum en solitario, titulado Kaos, producido por Nicolás Carrasco (Foex) del sello Potoco Discos, junto al guitarrista y productor Cristóbal Pérez ( Pera Prezz ), se lanzaría en el 2007 bajo el sello Oveja Negra, fundado por la SCD, con su primer sencillo  «Despabílate!». En este disco fusiona funk, soul y otros ritmos negros, dándose la libertad de componer canciones tristes, alegres, dinámicas y melódicas con el afán de mostrar todo un abanico de emociones. En junio de 2009 realiza su primera gira a México, actuando en el Festival "Vive Latino" el 28 de ese mes, para luego realizar varias presentaciones en la capital azteca.
Con su disco 1977 (2009), Ana Tijoux mostró sus habilidades a través de ritmos y letras sofisticadas, envueltas en una voz con un toque de jazz. El álbum, llamado así por ser ese su año de nacimiento, pinta un cuadro de su infancia en Francia y rinde homenaje al hip hop chileno que le inspiró a principios de los ‘90. Ese mismo año el líder de Radiohead, Thom Yorke, recomendaba a sus seguidores que escucharan la canción «1977» de la artista, lo que subió la popularidad de Tijoux en Europa. Además, esa canción musicalizó una escena del quinto capítulo de la cuarta temporada de la popular serie Breaking Bad y en el juego de FIFA 11 de EA Sports. 
En 2010 realizó giras por Estados Unidos, y además fue nominada a un Grammy. Durante el 2011, MTV Iggy la destacó entre las 12 mejores MC a nivel mundial, ocupando el primer lugar de este ranking, destacando su último disco 1977. Con La bala (2011), editado bajo el sello Oveja Negra, emprendió una marcha que la lleva a superar los límites con un estilo que altera y reorganiza los referentes del hip hop para transmitir un estado de ánimo lleno de fuerza y que destaca por un sonido lleno de contrastes en la brillante tríada de las canciones «La bala», «Shock» y «Desclasificado», pasando por el humor y las programaciones de «Las cosas por su nombre», hasta el soul de «Mi mitad y volver». Ese mismo año, junto a MC Lagarto tocan en diversas tocatas en colegios en el marco de la movilización estudiantil en Chile de 2011.
En marzo de 2014 lanzó su cuarto álbum solista, Vengo, musicalmente producido por Andrés Celis, mezclando distintos ritmos y culturas. La artista lanza una batería de sones de 17 canciones, que pasa desde el tinku hasta el hip hop más contestatario, con matices instrumentales llenos de manifiestos políticos, temas de contingencia, carencias sociales y culturales. El tema introductorio «Vengo», que da nombre a la placa; continúa con la mencionada «Somos sur», junto a Shadia Mansour; «Antipatriarca», tema producido por Cristóbal Pérez (Pera Prezz), dedicado a la liberación femenina, a la autonomía de las mujeres y la reivindicación de sus derechos y a la denuncia contra la violencia hacia las mujeres; y «Somos todos terroristas» la que, siguiendo en la línea de las colaboraciones, posee el aporte de Hordatoj. En el tema «Creo en ti», también producido por el guitarrista Cristóbal Pérez, cuenta con la compañía de Juanito Ayala, con una letra alegre, positiva, cargada de conciencia y esperanza, matizada con sones de charangos, quenas y redobles nortinos, demostrando la versatilidad de estilos conjugados en el trabajo, Tijoux logra imprimir un nuevo ambiente musical local, además de abrirle la puerta a nuevos exponentes en busca de la consagración. Es con este disco que logra cautivar el oído de grandes exponentes internacionales como Iggy Pop, quien incorporó en el playlist de su programa de radio de la BBC la canción «Somos sur», apelando a que «esta chica si tiene pelotas», o como el compositor y activista japonés Ryuichi Sakamoto quien compartió en su muro de Facebook la canción «Antipatriarca» y «No al TPP» (2013), señalando que para la música no existen fronteras.
En 2015 con una vasta cantidad de giras internacionales es que se consagra como la artista chilena del momento, teniendo a su haber presentaciones en Latinoamérica, Europa y Norteamérica, reconocida a nivel mundial y nacional. En Chile fue reconocida en los Premios Pulsar, llevándose 4 estatuillasː Mejor Artista Música Urbana; Canción del Año por «Vengo»; Álbum del Año por Vengo y Artista del Año, estos últimos elegidos por votación popular. La revista Rolling Stone la eligió en marzo de 2014 como la «mejor rapera en español», mientras The New York Times señaló que era «la respuesta latinoamericana a Lauryn Hill». Al mismo tiempo, Newsweek se sumó a los halagos indicando que Tijoux es «probablemente la rapera latinoamericana más conocida de la escena internacional».
En marzo de 2020 lanza «Antifa Dance», una canción bailable que bebe del funk brasileño para dar un mensaje internacionalista y antifascista, y anuncia la salida de nuevo álbum para ese año. En octubre, Tijoux pone en circulación un nuevo sencillo, «Rebelión de octubre», con la colaboración de la rapera mapuche Mc Millaray, al cumplirse un año del estallido social de 2019 en Chile y como homenaje a los héroes anónimos de los movimientos sociales; el vídeo de la canción recoge imágenes reales de las protestas.
Al año siguiente, grabó junto a Amparito Jiménez y la Mapocho Orquesta un cover de "Vivo contigo", una nueva versión de la canción popularizada por la cantante colombiana-chilena.
Luego, en 2021, llegaron otros dos sencillos: «Mal» e «Hijo de la rebeldía». Sin embargo, a inicios de 2023 la artista comunicó en sus redes sociales que su nuevo disco -el primero en 9 años-, tendría otro enfoque, uno más bailable. Se llamará «Vida» y el primer corte será «Niñx», un sencillo que incluirá un videoclip realizado por la cineasta Camigrandi. Fue lanzado el 18 de mayo de 2023, el mismo día en que la artista presentará su primer libro (Sacar la voz) en el Teatro Oriente, en Santiago de Chile.
La artista anunció una extensa gira por Europa que se desarrolló durante el verano europeo de 2023 e incluyó fechas en España, Francia, Noruega y Grecia, como parte de la gira promocional de su nuevo disco «Vida», con fecha de lanzamiento para octubre de 2023.

## Activismo
Tanto en su trabajo discográfico Ana Tijoux como en sus declaraciones públicas Tijoux se ha comprometido en la defensa de los derechos de las mujeres y se ha denunciado la violencia de género y la desigualdad. También la desigualdad a la que se enfrentan las artistas en el mundo del cine, o las cantantes. 

Nos damos cuenta que en cada lugar que visitamos, en cada noticia que vemos, la violencia hacia la mujer es reiterada, multiplicada y totalmente normalizada(...)en el fondo te están preguntando con quién abandonas a tus hijos cuando te vas de gira, y muchas veces son mujeres periodistas las que te lo preguntan, entonces, yo me pregunto: ¿cuándo chucha le van a preguntar esto a los hombres papás que dejan a sus hijos cuando se van de gira?

Tenemos que ser jóvenes, tenemos que ser atractivas, tenemos que ser inteligentes, pero ojalá no hablar mucho, y cantar muy bonito y ojalá vernos muy ricas arriba del escenario (...)uno como música se cuestiona y dice: ‘chucha, ¿cuál es mi capacidad de movimiento acá’, porque finalmente si bien uno dice que tiene pensamiento crítico, igual se ve enfrentada cotidianamente a esto, desde la publicidad, desde los cuerpos atrofiados.

En 2014 en el álbum Vengo incluyó la canción «Antipatriarca» cuyo video fue estrenado en 2015 reivindica la autonomía de las mujeres para tomar sus propias decisiones y denunciar la violencia de género.

## Premios y reconocimientos
Ana Tijoux tiene decenas de nominaciones a diversos premios como los MTV, 40 Principales (España) en la categoría “Mejor artista chileno”, Indie Music Awards y ganadora de Premios Altazor 2012, con “Sacar la voz” feat. Jorge Drexler en la categoría “Mejor canción urbana”.
Considerada una de las principales MC de América Latina, Ana Tijoux ha estado nominada a los MTV Video Music Awards Latinoamérica como “Mejor Artista Novel”, y “Mejor Artista Urbana”, y consiguió ser la segunda artista chilena en ser nominada a los Premios Grammy de los Estados Unidos alcanzando cuatro nominaciones, convirtiéndose en la chilena con más candidaturas a estos premios: en 2011, fue nominada a los Premios Grammy con “1977” en la categoría “Mejor álbum rock latino/urbano/alternativo”, lo que se repetiría en 2013 por “La Bala” y en 2015 con “Vengo” en la categoría “Mejor álbum rock latino/urbano/alternativo”. Asimismo, en los Premios Grammy Latinos, ha sido nominada con “La Bala” a “Mejor álbum de música urbana” (2012) y con “Sacar la voz” (2013). 
En 2014, consiguió un premio Grammy Latino con “Universos Paralelos” junto a Jorge Drexler en la Categoría “Canción del año” y, en el año 2014, fue nominada con “Vengo”, en la categoría “Mejor canción urbana”. En 2015, con su disco "Vengo", obtiene cuatro galardones en los Premios Pulsar de la música chilena: Álbum del año, Canción del año por "Vengo", Artista del Año y Mejor Artista de Música Urbana.

## Discografía
- 2007: Kaos
- 2009: 1977
- 2012: La bala
- 2014: Vengo
- 2024: Vida
- 2025: Serpiente de Madera - EP